# Rhytidoponera aenescens
Rhytidoponera aenescens är en myrart som beskrevs av Carlo Emery 1900. Rhytidoponera aenescens ingår i släktet Rhytidoponera och familjen myror. Inga underarter finns listade i Catalogue of Life.